# والاس (بازیکن فوتبال)
والاس سوزا سیلوا (پرتغالی: Walace Souza Silva؛ زادهٔ ۴ آوریل ۱۹۹۵) بازیکن فوتبال اهل برزیل است که در پست هافبک دفاعی برای باشگاه فوتبال هانوفر ۹۶ در بوندسلیگا بازی می‌کند.
وی همچنین در تیم ملی فوتبال برزیل بازی کرده‌است.
والاس به همراه تیم ملی فوتبال زیر ۲۳ سال برزیل مدال طلای بازی‌های المپیک تابستانی ۲۰۱۶ را کسب کرد.